# Passiflora trinervia
Passiflora trinervia (Juss.) Poir. – gatunek rośliny z rodziny męczennicowatych (Passifloraceae Juss. ex Kunth in Humb.). Występuje endemicznie w Kolumbii. 

## Morfologia
PokrójZdrewniałe, trwałe, owłosione liany.
LiściePotrójnie klapowane, sercowate u podstawy. Mają 6–10 cm długości oraz 3,5–5 cm szerokości. Całobrzegie, z ostrym wierzchołkiem. Ogonek liściowy jest owłosiony i ma długość 15 mm. Przylistki są szczeciniaste o długości 10 mm.
KwiatyPojedyncze lub zebrane w pary. Działki kielicha są podłużnie lancetowate, różowate, mają 1,5 cm długości. Płatki są podłużnie liniowe, mają 1,5 cm długości. Przykoronek ułożony jest w dwóch rzędach, białawy, ma 2–3 mm długości.
OwoceMają jajowaty kształt. Mają 3,5–4 cm długości i 2 cm średnicy.

## Biologia i ekologia
Występuje wśród roślinności krzewiastej na wysokości około 3000 m n.p.m.